# John Peyton (Politiker, 1964)

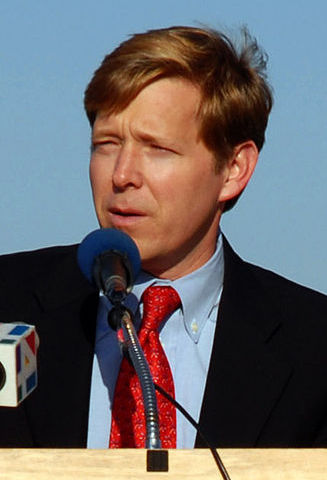
John Peyton (2007)

John Stephens Peyton (* 28. Juli 1964 in Jacksonville, Florida) ist ein US-amerikanischer Unternehmer und Politiker (Republikanische Partei). Er war vom 1. Juli 2003 bis zum 1. Juli 2011 Bürgermeister von Jacksonville.

## Leben
John Peyton wuchs in Jacksonville auf. Er studierte an der Mercer University, wo er den Bachelorabschluss erlangte. Vor seinem Amtsantritt als Bürgermeister war Peyton Vorstandsmitglied der Jacksonville Transportation Authority. Im Jahr 2003 wurde er in einer Vorwahl der Republikanischen Partei als Kandidat für die Bürgermeisterwahl in Jacksonville in dem Jahr ausgewählt, in der Wahl am 13. Mai 2003 setzte er sich mit 57 Prozent der Stimmen gegen Nat Glover durch. Zum 1. Juli 2003 löste er seinen Parteikollegen John Delaney ab, der nach zwei aufeinander folgenden Amtszeiten nicht mehr kandidieren durfte. Am 20. März 2007 wurde Delaney mit 76,2 Prozent der Stimmen gegen die Demoktratin Jackie Brown durch.
Nachdem Peytons zweite Amtszeit am 1. Juli 2011 endete, wurde er Vizepräsident des von seinem Vater Herb Peyton gegründeten Unternehmens Gate Petroleum, das eines der größten Privatunternehmen Floridas ist. Sein Nachfolger als Bürgermeister wurde Alvin Brown. Seit Januar 2012 ist Peyton Präsident von Gate Petroleum, nachdem sein Vater sich aus Unternehmensführung weiter zurückzog. John Peyton ist seit 2003 mit der Ärztin Kathryn Pearson verheiratet und hat zwei Söhne (* 2005 und 2007).